# Le Silence de Lorna
Pour plus de détails, voir Fiche technique et Distribution.
Le Silence de Lorna est un film belgo-franco-italo-allemand réalisé par les frères Dardenne, sorti en 2008.

## Synopsis
Lorna, une jeune Albanaise employée dans un pressing en Belgique, forme un couple étrange avec Claudy, un toxicomane dont elle partage l'appartement. Elle désire gagner assez d'argent pour acheter un snack avec son petit ami Sokol, travailleur émigré en Italie.
Pour lui permettre d'obtenir la nationalité belge, Fabio, membre du milieu local, lui a organisé un mariage blanc avec Claudy. Il était prévu que Lorna se remarie ensuite avec un mafieux russe, prêt à payer très cher pour avoir la nationalité belge.
Pour réussir ce second mariage, Fabio prévoit d'assassiner Claudy, le mari de Lorna, par overdose, l'obtention d'un divorce étant trop longue pour son client russe. Mais Claudy veut décrocher. Que va faire Lorna ?

## Fiche technique
Sauf indication contraire, les informations mentionnées dans cette section peuvent être confirmées par la base de données cinématographiques IMDb,  présente dans la section « Liens externes ».
- Titre original et québécois : Le Silence de Lorna[1]
- Titre italien : Il matrimonio di Lorna
- Titre allemand : Lornas Schweigen
- Réalisation et scénario : Jean-Pierre et Luc Dardenne
- Musique : n/a
- Décors : Igor Gabriel
- Costumes : Monic Parelle
- Photographie : Alain Marcoen
- Son : Jean-Pierre Duret, Julie Brenta, Thomas Gauder
- Montage : Marie-Hélène Dozo
- Production : Jean-Pierre et Luc Dardenne et Denis Freyd
  - Production exécutive : Olivier Bronckart
  - Production associée : Sabine de Mardt, Stefano Massenzi et Christoph Thoke
  - Coproduction : Rémi Burah
- Sociétés de production[2] :
  - Belgique : présenté par Les Films du Fleuve, en coproduction avec la RTBF
  - France : en coproduction avec Archipel 35 et Arte France Cinéma, avec la participation de Canal+ et CinéCinéma, en association avec Gémini Films et Soficinéma 3
  - Italie : en coproduction avec Lucky Red
  - Allemagne : en coproduction avec WDR/Arte, en association avec Mogador Film
- Sociétés de distribution[3] : Diaphana Films (France) ; Cinéart (Belgique)[4] ; Lucky Red (Italie) ; Piffl Medien GmbH (Allemagne) ; Les Films Séville (Québec) ; Xenix Filmdistribution (Suisse romande)
- Budget : 3,99 millions d’ €[5]
- Pays de production :  Belgique,  France,  Italie,  Allemagne
- Langues originales : français, albanais, russe
- Format[6] : couleur - 35 mm - 1,85:1 (Panavision) - son Dolby Digital
- Genre : drame, action
- Durée : 105 minutes
- Dates de sortie[1] :
  - France : 19 mai 2008 (Festival de Cannes) ; 27 août 2008 (sortie nationale)
  - Belgique, Suisse romande : 27 août 2008[7],[8]
  - Italie : 19 septembre 2008
  - Allemagne : 9 octobre 2008
  - Québec : 6 février 2009[9]
- Classification[10] :
  - France : tous publics[11]
  - Belgique : tous publics (Alle Leeftijden)[7]
  - Italie : n/a
  - Allemagne : n/a
  - Suisse romande : interdit aux moins de 14 ans[12]
  - Québec : en attente de classement[9]

## Distribution
- Arta Dobroshi : Lorna
- Jérémie Renier : Claudy Moreau, le mari de Lorna, junkie cherchant à s'en sortir
- Fabrizio Rongione : Fabio, chauffeur de taxi
- Alban Ukaj : Sokol, le petit ami de Lorna
- Morgan Marinne : Spirou, le jeune sbire de Fabio
- Anton Yakovlev : Andreï, le Russe que Lorna doit épouser
- Olivier Gourmet : le policier qui interroge Lorna
- Grigori Manoukov (Григорий Мануков) : Kostia, l'interprète d'Andrei
- Mireille Bailly : Monique Sobel, l'infirmière à qui Lorna parle
- Serge Larivière : le pharmacien

## Production

### Tournage
Parmi les lieux de tournage dans la région de Liège, on reconnait notamment les structures de la nouvelle gare des Guillemins construite sur base de plans de Santiago Calatrava, non achevée à l'époque,.

## Distinctions
Entre 2008 et 2010, Le Silence de Lorna a été sélectionné 23 fois dans diverses catégories et a remporté 3 récompenses,.

### Récompenses
- Festival de Cannes 2008 : Prix du scénario pour Jean-Pierre et Luc Dardenne[16].
- Prix LUX 2008 : Prix LUX pour Jean-Pierre et Luc Dardenne.
- Lumières de la presse étrangère 2009 : Lumière du meilleur film francophone pour Jean-Pierre et Luc Dardenne.

### Nominations
- Festival de Cannes 2008[16] : 
  - Palme d'Or pour Jean-Pierre et Luc Dardenne,
  - Grand Prix pour Jean-Pierre et Luc Dardenne,
  - Prix du Jury pour Jean-Pierre et Luc Dardenne,
  - Prix de la mise en scène pour Jean-Pierre et Luc Dardenne,
  - Prix du Jury Œcuménique pour Jean-Pierre et Luc Dardenne,
  - Prix de la Jeunesse pour Jean-Pierre et Luc Dardenne,
  - Prix François Chalais pour Jean-Pierre et Luc Dardenne,
  - Prix de l'Éducation nationale pour Jean-Pierre et Luc Dardenne.
- Prix du cinéma européen 2008 : Meilleure actrice pour Arta Dobroshi.
- Association des critiques de cinéma de Toronto 2009 : Meilleure actrice pour Arta Dobroshi.
- César 2009 : Meilleur film étranger pour Jean-Pierre et Luc Dardenne.
- Sondage des critiques d'Indiewire 2009 : Meilleure performance pour Arta Dobroshi.
- Sondage de l'hebdomadaire The Village Voice 2009 : Meilleure actrice pour Arta Dobroshi.
- Académie des films de science-fiction, fantastique et d'horreur-Saturn Awards 2010 : Meilleur film international.
- Prix Gopo 2010 : Meilleur film européen pour Jean-Pierre et Luc Dardenne.
- Prix internationaux du cinéma en ligne (INOCA) (International Online Cinema Awards (INOCA)) 2010 :
  - Meilleur acteur dans un second rôle pour Jérémie Renier.
- Société des critiques de cinéma internationale (International Cinephile Society Awards) 2010 :
  - Meilleur film en langue étrangère,
  - Meilleur acteur dans un second rôle pour Jérémie Renier.

### Sélections
- Festival de Cannes 2008 : Sélection officielle - Compétition[16].
- Festival Cinéma Télérama 2009 : Sélection Télérama[16].